# Rick Davis
Richard Dean Davis (ur. 24 listopada 1958 w Denver) – amerykański piłkarz, grający na pozycji pomocnika, reprezentant kraju, dwukrotny olimpijczyk (1984, 1988). Jeden z najlepszych zawodników w historii NASL urodzonych w Stanach Zjednoczonych, członek National Soccer Hall of Fame, trener, komentator sportowy.

## Kariera piłkarska
Rick Davis zaczął grać w piłkę nożną w wieku 7 lat w klubie AYSO w Claremont Uczęszczał do Damien High School w La Verne. W 1977 roku grał w uniwersyteckiej drużynie Santa Clara University - Santa Clara Broncos. Startował w turnieju U-19 National Open Championship (McGuire Cup).
Rick Davis profesjonalną karierę rozpoczął w 1978 roku w New York Cosmos, w którym występował do 1984. Sięgnął z tym klubem trzykrotnie po mistrzostwo NASL (1978, 1980, 1982), a w 1979 został wybrany Piłkarz Roku Ameryki Północnej. Dla New York Cosmos w lidze NASL rozegrał 129 meczów i strzelił 15 goli. W latach 1981–1982 rał również w halowej drużynie tego klubu (17 meczów, 3 gole) w halowej lidze NASL (mistrzostwo 1979).
W 1983 roku został zawodnikiem występującego w halowej lidze MISL - St. Louis Steamers, w którym grał do 1986 (123 mecze, 89 goli w lidze MISL). Następnymi klubami w karierze Davisa były kluby MISL: New York Express (1986–1987), Tacoma Stars, gdzie w 1990 roku zakończył piłkarską karierę (w styczniu 1989 roku przeszedł liczne operacje z powodu kontuzji kości). W 1989 roku był w składzie Seattle Storm.

## Kariera reprezentacyjna
Rick Davis grał w 1977 roku reprezentacji Stanów Zjednoczonych U-20 w meczach kwalifikacyjnych do mistrzostw świata U-20 1977. Natomiast w seniorskiej reprezentacji Stanów Zjednoczonych zadebiutował dnia 15 września 1977 roku w wygranym 2:1 meczu towarzyskim z reprezentacją Salwadoru, w którym Davis strzelił swojego pierwszego reprezentacyjnego gola. Mecz był rozegrany na Estadio Cuscatlán w San Salvador. W 1980 roku mógł wystąpić z reprezentacją na letnich igrzyskach olimpijskich 1980 w Moskwie, jednak prezydent Stanów Zjednoczonych - Jimmy Carter zbojkotował igrzyska za interwencję wojsk radzieckich w Afganistanie. Wystąpił jednak na następnych igrzyskach 1984 w Los Angeles, na których Davis strzelił dwie bramki w wygranym 3:0 meczu z reprezentacją Kostaryki, jednak reprezentacja Stanów Zjednoczonych zakończyła udział w igrzyskach już rundzie grupowej zajmując 3.miejsce w grupie D. W tym samym roku został wybranym Piłkarzem Roku w Stanach Zjednoczonych. Wystąpił również na igrzyskach olimpijskicj 1988 w Seulu, na których reprezentacja Stanów Zjednoczonych również zakończyła udział w rundzie grupowej zajmując 4.miejsce w grupie C. Ostatni mecz w reprezentacji Stanów Zjednoczonych rozegrał dnia 13 sierpnia 1988 na Big Arch Stadium w St. Louis w wygranym 5:1 meczu kwalifikacyjnym mistrzostw świata 1990 z reprezentacją Jamajki. Rick Davis łącznie w reprezentacji Stanów Zjednoczonych rozegrał 36 meczów i strzelił 7 goli.

## Statystyki

### NASL
| Rok   | Drużyna   | M   | G  | A  | PKT |
| ----- | --------- | --- | -- | -- | --- |
| 1978  | NY Cosmos | 11  | 0  | 1  | 1   |
| 1979  | NY Cosmos | 29  | 6  | 13 | 25  |
| 1980  | NY Cosmos | 14  | 1  | 8  | 10  |
| 1981  | NY Cosmos | 17  | 1  | 1  | 3   |
| 1982  | NY Cosmos | 21  | 0  | 4  | 4   |
| 1983  | NY Cosmos | 29  | 5  | 12 | 22  |
| 1984  | NY Cosmos | 8   | 2  | 2  | 6   |
| RAZEM | NASL      | 129 | 15 | 41 | 71  |

### MISL
| Rok     | Drużyna   | M   | G   | A   | PKT | PIM |
| ------- | --------- | --- | --- | --- | --- | --- |
| 1983/84 | St. Louis | 43  | 36  | 21  | 57  | 16  |
| 1984/85 | St. Louis | 40  | 27  | 31  | 58  | 4   |
| 1985/86 | St. Louis | 40  | 26  | 29  | 55  | 12  |
| 1986/87 | New York  | 23  | 7   | 6   | 13  | 2   |
|         | Tacoma    | 20  | 5   | 5   | 10  | 2   |
| 1987/88 | Tacoma    | 53  | 22  | 29  | 51  | 12  |
| 1989/90 | Tacoma    | 25  | 4   | 3   | 7   | 6   |
| RAZEM   | MISL      | 244 | 127 | 124 | 251 | 54  |

## Sukcesy piłkarskie

### New York Cosmos
- Mistrzostwo NASL: 1978, 1980, 1982
- Halowy mistrzostwo NASL: 1979

### Indywidualne
- Piłkarz Roku Ameryki Północnej: 1979

## Kariera trenerska
Rick Davis po zakończeniu kariery piłkarskiej został trenerem występującego w APSL Los Angeles Salsa. W 2004 roku został dyrektorem AYSO. Dnia 9 marca 2010 roku AYSO ogłosiło rezygnację Davisa ze stanowiska dyrektora, którym był do 11 maja 2010 roku.

## Telewizja
Rick Davis ma również za sobą doświadczenie w telewizji. W 1989 roku komentował na JP Dellacamera mecz mistrzów WSA i ASL. Komentował na ABC mistrzostwa świata (1990, 1994). Komentował również mecze Los Angeles Galaxy.
Rick Davis w 2001 roku został wprowadzony do National Soccer Hall of Fame.